# Ortatepe, Kale
Ortatepe là một xã thuộc huyện Kale, tỉnh Denizli, Thổ Nhĩ Kỳ. Dân số thời điểm năm 2010 là 248 người.